# Madame Web (film)
Madame Web – amerykański fantastycznonaukowy film akcji z 2024 roku na podstawie serii komiksów o postaci o tym samym pseudonimie wydawnictwa Marvel Comics. Za reżyserię filmu odpowiadała S.J. Clarkson, która napisała scenariusz wspólnie z Claire Parker. W tytułową rolę wcieliła się Dakota Johnson, a obok niej w rolach głównych wystąpiły: Sydney Sweeney, Celeste O’Connor, Isabela Merced, Tahar Rahim, Emma Roberts, Mike Epps i Adam Scott.
Film ten jest czwartą produkcją należącą do franczyzy Sony’s Spider-Man Universe. Światowa premiera Madame Web miała miejsce 12 lutego 2024 roku w Los Angeles. W Polsce film zadebiutował 16 lutego tego samego roku.

## Obsada
- Dakota Johnson jako Cassandra Webb / Madame Web, ratowniczka medyczna, mająca zdolność jasnowidzenia, która pozwala jej zajrzeć w „pajęczy świat”[3][4].
- Sydney Sweeney jako Julia Carpenter / Spider-Woman[3][4].
- Celeste O’Connor jako Mattie Franklin / Spider-Girl[5][6].
- Isabela Merced jako Anya Corazon / Araña[7][6].
- Tahar Rahim jako Ezekiel Sims[8][4].
- Emma Roberts jako Mary Parker[9][10].
- Adam Scott jako Ben Parker[11][10].
- Mike Epps jako O’Neil[12][10].

## Produkcja

### Rozwój projektu
We wrześniu 2019 roku Sony Pictures zatrudniło Matta Sazamę i Burka Sharplessa, którzy wcześniej pracowali przy filmie Morbius (2022), do napisania scenariusza do filmu o postaci Madame Web. Palak Patel z Sony Pictures został producentem filmu. W maju 2020 roku S.J. Clarkson została zatrudniona na stanowisko reżysera filmu dla Sony Pictures na podstawie jednej z kobiecych postaci z komiksów Marvel Comics. W lutym 2022 roku potwierdzono, że Clarkson wyreżyseruje Madame Web. W następnym miesiącu studio wyznaczyło datę amerykańskiej premiery na 7 lipca 2023 roku. W lipcu poinformowano, że Di Bonaventura Pictures wyprodukuje film wspólnie z Columbia Pictures oraz że producentami obok Patela będą Lorenzo di Bonaventura i Erik Howsam. W tym samym miesiącu Sony przesunęło amerykańską datę premiery filmu na 6 października 2023 roku. We wrześniu została ponownie opóźniona na 16 lutego 2024 roku. 
W lipcu 2023 roku studio zdecydowało o przyspieszeniu premiery filmu o dwa dni. W listopadzie ujawniono, że scenariusz napisały Claire Parker i Clarkson.

### Casting
W lutym 2022 roku poinformowano, że Dakota Johnson negocjuje rolę Madame Web. W marcu potwierdzono jej angaż i do obsady dołączyła również Sydney Sweeney. W maju poinformowano, że Celeste O’Connor zagra w filmie. W czerwcu do obsady dołączyli Isabela Merced, Tahar Rahim i Emma Roberts, a w następnym miesiącu – Mike Epps i Adam Scott.

### Zdjęcia
Zdjęcia do filmu rozpoczęły się 11 lipca 2022 roku w Bostonie pod roboczym tytułem Claire. Film był kręcony również w Nowym Jorku i w Meksyku (stan Chiapas). 

## Promocja i wydanie
15 listopada 2023 roku zaprezentowano pierwszy zwiastun filmu.
Światowa premiera Madame Web miała miejsce 12 lutego 2024 roku w Los Angeles. W wydarzeniu uczestniczyła obsada i twórcy filmu, oraz zaproszeni goście. Premierze tej towarzyszył czerwony dywan oraz szereg konferencji prasowych.
Dla szerszej publiczności w Stanach Zjednoczonych film pojawił się 14 lutego. Natomiast w Polsce film zadebiutował 16 lutego. Początkowo amerykańska premiera była zaplanowana na 7 lipca, następnie na 6 października 2023 oraz 16 lutego 2024 roku.

## Odbiór

### Krytyka w mediach
Film spotkał się z negatywną reakcją krytyków. W serwisie Rotten Tomatoes 13% z 211  recenzji uznano za pozytywne, a średnia ocen wystawionych na ich podstawie wyniosła 3,4/10. Na portalu Metacritic średnia ważona ocen z 51 recenzji wyniosła 26 punktów na 100.